# 瑞士剧场词典
瑞士剧场词典（Theaterlexikon der Schweiz，TLS）/ Dictionnaire du théâtre en Suisse（DTS）/ Dizionario Teatrale Svizzero（DTS）/ Lexicon da teater svizzer（LTS）是2005年出版的一部关于瑞士劇場的百科全书，全书共3卷。它由伯尔尼大学剧场研究所于1997年至2005年创作完成。
全书3600篇条目包括3000条人物传记，以及其他有关场地、团体、组织、活动和一般主题的文章。
文章包括德语（70％）、法语（20％）、意大利语（6％）或罗曼什语（2％）。罗曼什语文章已翻译成德文。
无插图文字版于2012年在线发布。